# Romantisk berättelse
Romantisk berättelse är en roman av Eyvind Johnson utgiven 1953.
Romanen är en fristående fortsättning på den självbiografiska sviten Romanen om Olof som skildrar författarens ungdomsår i Norrbotten. Handlingen i Romantisk berättelse utspelar sig på den europeiska kontinenten och växlar mellan samtiden och 1920-talet.
Romanen är baserad på de många brev Eyvind Johnson skrev till författarkollegan Rudolf Värnlund under sin vistelse i Berlin och Paris på 1920-talet. I centrum står tre personer som alla bär drag av Eyvind Johnson: berättaren Yngve Garans, en yrkesförfattare vars pågående romanarbete bygger på en stor samling brev. Hans kusin Greger Garans, en internationellt orienterad journalist och tjänsteman, samt Olle Oper, en ung man som på 1920-talet rest ut i Europa.
När Romantisk berättelse utkom i september 1953 fick den respektfullt erkännsamma recensioner, men öppet eller mellan raderna sades att det inte var något av författarens främsta verk. Några kritiker talade om tröttande pratsamhet.